# Prossenicco
Prossenicco (Prosnid in sloveno ed in dialetto del Torre/Tersko narečje, Prasanèc  o Prossenic in friulano) è una frazione di 14 abitanti del comune di Taipana, nell'area orientale della provincia di Udine corrispondente alla Slavia friulana.

## Geografia fisica

### Territorio
Situata in prossimità del confine italo-sloveno, la località di Prossenicco, 552 metri di altitudine media (538/576m), si sviluppa a mezza costa del monte Ostra Cras/Ostri Kras (747m), sulla sinistra orografica della valle del torrente Lerada/Legrada, nell'alto bacino del fiume Natisone. Il territorio montano su cui sorge appartiene alle Prealpi Giulie Meridionali, gruppo del Mia-Joanaz (STS. 34.II.B secondo la suddivisione SOIUSA delle Alpi).
Da tre lati l'orizzonte di Prossenicco è circondato da un anfiteatro di poggi e monti così distribuiti: ad ovest il monte Coreda/Koreda (890m), il monte Spich/Špik (929m) ed il monte Jauar (1005m); a sud il monte Joanaz/Ivanac (1167m), il monte Vogu/Vogel (1124m) ed il monte Lubia/Ljubija (1063m), sulle cui pendici sorge la dirimpettaia località slovena di Robedischis/ Robidišče; ad est il monte Mia/Mija (1241m) ed il monte Nero/ Krn con la sua catena (2244m); a nord-est la Cima Crassi/Krasij Vrh (1773m) ed il monte Stol (1673m), sulle cui estreme propaggini meridionali sorge l'abitato sloveno di Longo/Logje.
Idrograficamente il territorio di Prossenicco appartiene al bacino imbrifero del fiume Isonzo tramite il sottobacino del Natisone, che nasce nei pressi della località dalla confluenza del Rio Nero con il Rio Bianco.

### Tettonica e Geologia
Il paesaggio orografico del territorio di Prossenicco è determinato dall'interferenza tra l'orogenesi sudalpina orientale, con sviluppo E-W (come il monte Lubia ed il monte Mia), e la più antica orogenesi dinarica, con sviluppo NW-SE (come il gruppo delle Zuffine ed il monte Joanaz). Le spinte tettoniche in tale area hanno creato la cosiddetta linea di sovrascorrimento periadriatico (linea di Barcis-Starasella), una faglia inversa con piano immerso verso nord che determina il sovrascorrimento della dolomia principale triassica sulla spessa base di flysch eocenico. A sud di tale linea si trova la zona degli ellissoidi, dossi montani ben distinti, che il Marinelli definì altipiani submontani. Questi costituiscono un'estesa sinclinale in cui a ponente prevale il flysch di Grivo' con sovrapposizione di banchi carbonatici a torbiditi (monte Joanaz) mentre a levante (monte Lubia e Mia) prevale la dolomia principale ed il calcare di Dachstein. Nelle aree a prevalenza carbonatica è diffuso il fenomeno carsico con doline, pozzi e grotte, di modesto sviluppo.
Durante la glaciazione würmiana l'alto bacino del Natisone era occupato da un ramo del ghiacciaio dell'Isonzo, attraverso il passo di Starasella. Le morene glaciali, disposte tra Prossenicco, Longo e Bergogna, ed i depositi argillosi a valle del paese sono testimonianza della sua presenza. Spesso i sedimenti argillosi e torbiditici vengono interessati da movimenti franosi, generalmente a colata.

### Clima

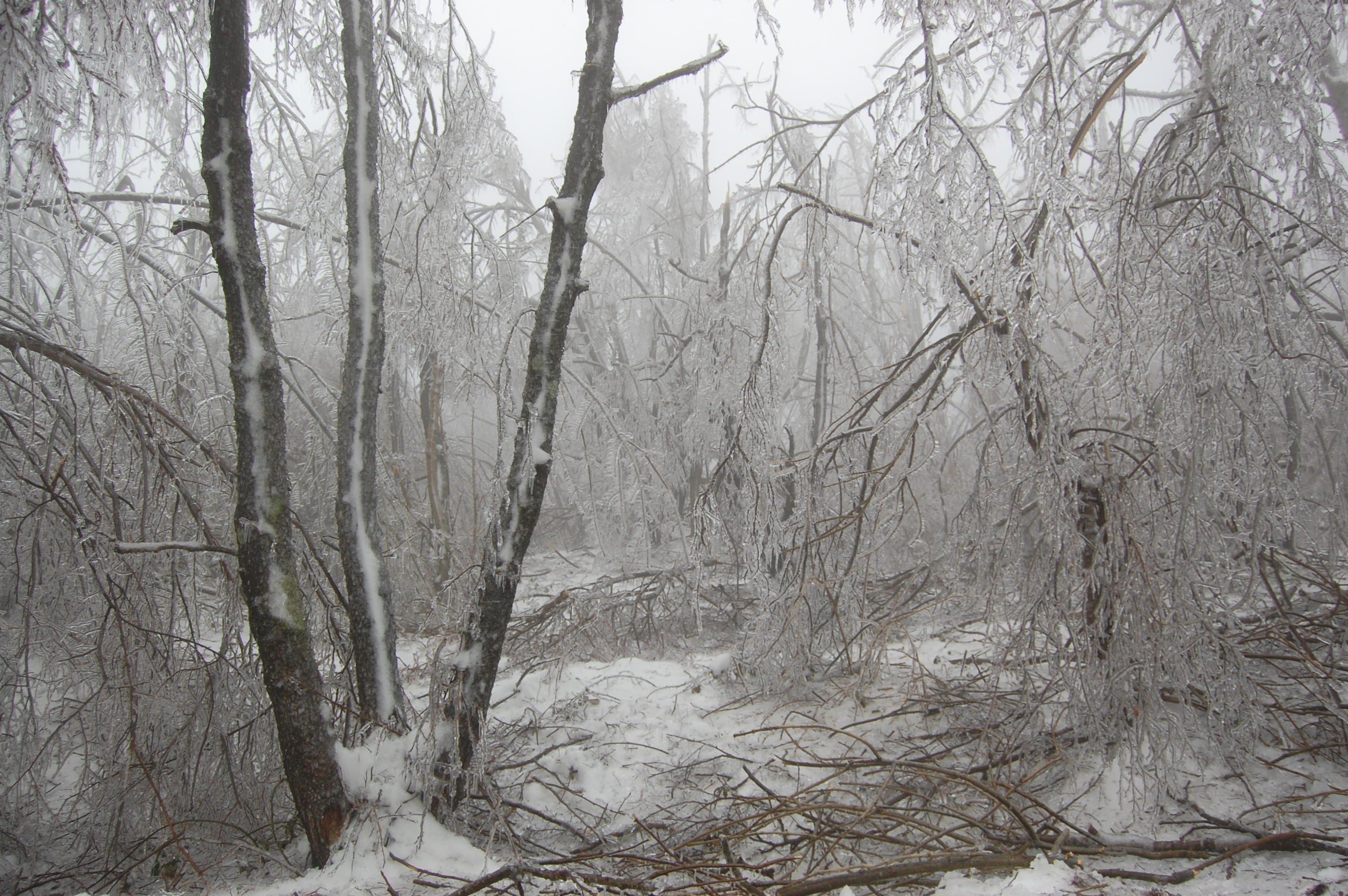
Il gelicidio del febbraio 2014

Prossenicco ha un clima prealpino-continentale influenzato dalla particolare posizione geografica. Si trova infatti al centro dell'ampia conca formata dall'alto corso del Natisone, riparata a W, S ed E da rilievi di circa 1000-1200 metri che ostacolano, ma non impediscono del tutto, l'effetto mitigatore dell'Adriatico; all'opposto da NE risente di masse d'aria più fredda. Da un punto di vista termico gli inverni sono rigidi e moderatamente nevosi e le estati non troppo calde con frequenti temporali. La notevole piovosità, circa 2500mm annui, è dovuta allo sbarramento delle Prealpi Giulie nei confronti degli umidi venti meridionali, soprattutto di libeccio. L'effetto conca, trattenendo l'aria fredda negli strati più bassi, determina un abbassamento del limite delle nevicate rispetto ai rilievi affacciati alla pianura e favorisce il fenomeno del gelicidio. Tra gli eventi atmosferici calamitosi, che periodicamente colpiscono ed isolano il borgo montano, si ricordano: le eccezionali nevicate di fine febbraio 1909, responsabili della valanga che il 2 marzo successivo travolse una casa ed una stalla causando sette vittime; la nevicata del 13-15 febbraio 1952, con quasi due metri di spessore al suolo ed episodi valanghivi; l'alluvione del 20-21 giugno 1958, che portò alla formazione del lago di S. Luigi per lo sbarramento del corso del Lerada causato da un imponente movimento franoso; il gelicidio dell'1-4 febbraio 2014 con la devastazione di centinaia di ettari boschivi.

## Origini del nome
Toponimo di origine slava. Deriva dal termine Proso (miglio), con suffisso locativo –ik, dal significato complessivo di “luogo coltivato a miglio”. Attestazioni: Prosenich (1170, 1363, 1578), Pressinico (1329), Prosonoch (1422), Prossenicco (1635,1925,1998), Persenico (1805).

## Storia
Nell'Alto Medioevo, alla fine del VI secolo, gli sloveni, costituitisi in principato di Carantania (l'odierna Carinzia), prenetrarono nella valle dell'Isonzo, sospinti dalla pressione dei coloni tedeschi. Da qui, alcuni nuclei familiari si stanziarono, tra il VII e l'VIII secolo, nelle valli del Natisone e nell'alta valle del Torre). L'origine di Prossenicco è da attribuirsi a tale periodo storico, quando, in tali aree, iniziarono a prendere forma gli insediamenti abitativi di origine slava.
Durante il Sacro Romano Impero, la località, come il territorio adiacente, fu bene feudale dei Mosburg bavaresi, dei quali la storia ricorda Burcardo e Bertoldo. Da questi passò, sotto l'ormai sorto Stato Patriarcale di Aquileia (1077-1420), a Vodolrico, marchese di Tuscia, che, fuggiasco dalle sue terre con la consorte Diemot, si stabilì in Friuli nel XII secolo. La prima citazione della località risale al 2 febbraio del 1170, quando il nobile, non avendo figli maschi, donò al Patriarca di Aquileia (Vodorlico II di Treffen) la villa di Prosenich con le sue pertinenze, assieme ad altri possedimenti della zona (tra cui la villa di Subit, di Porcini/Porzûs, di Luoÿe/Longo ed il castello di Attimis). In tale periodo, ecclesiasticamente appartenne all'Arciadiaconato Superiore della Diocesi di Aquileia, ed i fedeli fecero riferimento alla vicaria di Attimis della Pieve di Nimis.
Nel 1211 la villa de Porsinico venne annoverata come località sotto la dipendenza della Gastaldia di Tricesimo, una delle entità organizzative dello stato patriarcale. Dissoltosi quest'ultimo, dal 1420 entrò a far parte della Repubblica di Venezia che, per l'amministrazione periferica, si basò sull'assetto feudale preesistente.
Tra il XIII ed il XV secolo, si ha notizia della presenza di beni feudali della famiglia Cergneu, ramo dei Savorgnan, nel territorio di Prossenicco. Proprio su uno di questi beni (della nobile Lucia de Zergneo), una commissione di uomini di Prossenicco ottenne, dal Vicario patriarcale Guarnerio d'Artegna, la licenza alla costruzione di una chiesa in onore dei santi Leonardo, Margherita e Giovanni (13 aprile 1448).
Il 26 marzo del 1511 il villaggio venne colpito dal disastroso terremoto che sconvolse il Friuli e che ebbe come epicentro la zona prealpina tra Gemona ed Idria.
Come nelle altre ville montane, anche a Prossenicco un delegato del giurisdicente, chiamato degano, ebbe il compito di far rispettare le leggi che regolavano la vita del paese, nonché di presiedere le assemblee dei capifamiglia (vicinie) e difendere la comunità di pascolo da persone esterne. Tale figura, che generalmente era un abitante della villa, si rapportava con gli amministratori periferici della Serenissima, facendosi portavoce delle istanze della popolazione.
Nel 1518 i contadini del Friuli, non più disposti a sopportare il peso dei gravami imposti dalla nobiltà locale, si riunirono in un organismo di classe, la Contadinanza, per porre un freno allo sfruttamento da parte dei proprietari terrieri. Prossenicco fu annoverata tra le comunità rurali del Primo Quartiere di qua del Tagliamento, uno degli otto Quartieri della Contadinanza nei quali era ripartito il Friuli veneziano.
Il 27 marzo del 1647 la Repubblica Veneta vendette la giurisdizione di Prossenicco e di altre ville ai conti Antonini di Udine. A quel tempo, Prossenicco partecipò assieme a Platischis ad una comunità di pascolo estesa fino al crinale orientale delle Zuffine. Non furono infrequenti contenziosi con le comunità vicine per il possesso di prativi: il maggiore di questi si ebbe nel 1749 quando la comunità di Prossenicco si trovò in lotta con quella di Longo per il possesso di terreni sul monte Lubia. Nel 1750 la giurisdizione sul paese fu venduta ai conti Zanchi-Locatelli di Bergamo, che la mantennero fino alla caduta di Venezia nel 1797.
Con l'avvento di Napoleone si ebbe l'abolizione del feudalesimo e Prossenicco fece parte del Cantone di Faedis del Dipartimento di Passariano (Persenico in Monti). Con la restaurazione entrò a far parte del Regno Lombardo-Veneto (distretto di Faedis della Provincia del Friuli) fino al 1866, quando, con il plebiscito del 21 e 22 ottobre, divenne parte del Regno d'Italia (comune di Platischis, Provincia di Udine).
Nel XIX secolo la chiesa di S. Leonardo ottenne il fonte battesimale (29 agosto 1806), divenne Sacramentale (9 ottobre 1836), venne ampliata (1850-1853), venne consacrata dall'Arcivescovo di Udine, Giovanni Maria Berengo (25 settembre 1889), mentre nel 1898 fu ultimato il campanile in pietra (edificato a partire dal 1893). Dal 1874 fu una Cappellania della parrocchia di Attimis.
Nonostante si trovasse in prossimità del confine tra Regno d'Italia ed Impero Austro-Ungarico, durante la Prima Guerra Mondiale il paese non subì danni rilevanti. Subito dopo la rotta di Caporetto, il 26 ottobre 1917, le avanguardie della XV brigata del gruppo Stein (50ª divisione austro-ungarica), scese dal monte Mia per la bocca di Pradolino, occuparono Prossenicco. Durante l'occupazione austriaca, come in molte altre località del Friuli, anche le campane del paese vennero sequestrate per ottenere bronzo per la fabbricazione di materiale bellico. Con la fine della Grande Guerra ritornò al Regno d'Italia e venne a trovarsi al confine tra la Provincia di Udine e quella di Gorizia. Gli anni del fascismo videro, da un lato la creazione del collegamento stradale con Attimis ed un miglioramento igienico-sanitario con la costruzione di fontane pubbliche (1928); dall'altro una notevole ostilità verso tutto ciò che era slavo. In tale periodo furono vietate le prediche in sloveno e furono tolte le scritte in lingua slava della Via Crucis all'interno della chiesa. Nel 1931 il comune di Platischis, la cui sede municipale era già stata trasferita nella frazione di Taipana nel 1884, cambiò la denominazione in comune di Taipana (Regio decreto 15 ottobre 1931 n° 1382).
Fortunatamente, anche la Seconda Guerra Mondiale non arrecò particolari danni a Prossenicco: le organizzazioni partigiane operarono soprattutto sulla pedemontana e sui primi crinali montuosi, risparmiando al paese gli incendi ed i saccheggi che, per rappresaglia, colpirono le località di Subit, Forame e Porzûs. Con il trattato di Parigi del 1947, Prossenicco si trovò lungo la cortina di ferro, al confine tra Repubblica Italiana e Repubblica Jugoslava, isolata forzatamente nei contatti con la valle di Caporetto.
Nel 1950-51 fu edificato il comprensorio scolastico dedicato alla Julia, mentre nel 1955 fu eretta la Parrocchia di Prossenicco, smembrata da quella di Attimis. Nel dopoguerra si fece più consistente il fenomeno emigratorio, che aumentò ulteriormente a seguito del violento sisma del 6 maggio del 1976. Questo, sebbene non provocò morti in paese, danneggiò gravemente gran parte delle abitazioni e la chiesa. Parte della popolazione sfollata trascorse l'inverno successivo sulla costa adriatica (soprattutto a Grado e Lignano), per ritornare entro marzo '78 nel villaggio prefabbricato costruito in località Teza. La ricostruzione fu lunga e comportò l'adeguamento urbanistico del paese secondo le norme antisismiche: al miglioramento della viabilità interna ed alla modernizzazione del patrimonio edilizio si contrappose la parziale perdita dell'originale assetto rurale del borgo. Con l'inaugurazione della rinnovata chiesa parrocchiale nel 1994, si conclusero i lavori post-terremoto.
Il 23 dicembre 2007, a seguito dell'entrata nell'area Schengen della Repubblica slovena, fu simbolicamente abbattuta la sbarra confinaria al valico di Ponte Vittorio Emanuele III, aprendo una rinnovata fase di collaborazione tra il territorio di Prossenicco ed il suo retroterra socio-culturale.

## Urbanistica
L’immagine di Prossenicco nella sua tipica continuità disposta centralmente lungo una dorsale stradale principale, deriva da un insieme a nastro di case a mezza costa, con attigue soluzioni raccolte e di servizio (“enclaves” o corti), per il ricovero di materiali, arnesi di lavoro ed annessi edifici, un tempo adibiti a stalle. Queste corti sono collegate all’asse viario principale tramite stradelle e passi d’accesso, spesso dalle pendenze molto sentite. Piccoli orti e preselle private distribuiti intorno alle case, completano e qualificano in senso differenziato l’uso della campagna .
L’aspetto quasi “caotico” della frazione è dovuto alle diverse integrazioni edilizie che la composizione primitiva ha subìto nel tempo. Queste presentano un carattere comune, nel complesso non profanante l’insieme. Tre derivazioni edilizie più raccolte ed avvolgenti sono rilevabili attorno alla chiesa, posta in posizione mediana ed al contempo alla minore altitudine, e nei pressi di due nuclei abitativi situati alle estremità occidentale ed orientale dell’abitato.  Si distinguono così le tre borgate principali del paese (maž), rispettivamente denominate Vas/Centro, Petošk/Petok e Tošinč/Piccolo Borgo (storicamente invece, per organizzare le collaborazioni familiari in ambito socio-religioso, accanto al Petošk, vi erano Škurju e Šincu maž, a suddividere la parte superiore ed inferiore del resto del paese). Ulteriori delimitazioni sono costituite da aree di collegamento tra le precedenti (Rob e Podrob), loro estensioni (Čukla, Škurje, Vlaka) od assi viari principali (Kolarje). Ogni borgo principale è dotato di fontana; quello centrale anche di lavabo.
I fabbricati tradizionali in pietra componenti la struttura urbana, in buona parte alterati dalle ristrutturazioni post-sismiche, hanno nel sottotetto spesso strutture già adibite a fienile od essiccatoio, ai piani intermedi le camere ed al terreno la cucina con scale generalmente interne, più raramente esterne. I caratteristici ballatoi in legno, tipici dell’architettura rurale della slavia friulana, sono presenti in poche strutture superstiti, essendo stati gradualmente sostituiti da più moderni terrazzini in cemento. 

## Società

### Evoluzione demografica
Fino al XVII secolo la popolazione di Prossenicco fu inferiore alle 100 unità. Da fonti ecclesiastiche sappiamo che nel 1601 la località contava 30 anime da comunione (circa 40 persone totali), gradualmente aumentate nei secoli successivi. La crescita demografica subì una battuta d'arresto a seguito di un'epidemia di colera conseguente alle anomalie climatiche del 1816. Nel 1817 nella cappellania di Prossenicco morirono 51 persone (429 morti nella parrocchia di Attimis).
Dal 1871 l'andamento demografico è stato registrato dai censimenti nazionali. Secondo tali dati, il picco demografico si ebbe attorno al 1911, quando la popolazione residente fu di 711 unità. A partire dal secondo dopoguerra, per il notevole incremento del fenomeno migratorio dovuto alle scarse potenzialità di occupazione locale, è iniziato l'indebolimento demografico, che, tra il 1961 ed il 1991, ha assunto i connotati di un vero e proprio tracollo (-80%).
Abitanti censiti